# Aricia tornensis
Aricia tornensis är en fjärilsart som beskrevs av Zoltan Varga 1960. Aricia tornensis ingår i släktet Aricia och familjen juvelvingar. Inga underarter finns listade i Catalogue of Life.